# Zimostráz vždyzelený
Zimostráz vždyzelený (Buxus sempervirens), lidově „krušpánek“, též nazývaný zimostráz obecný, je stálezelený keř nebo stromek s drobnými listy, pocházející ze Středomoří. V Česku je hojně pěstován jako okrasná dřevina.

## Popis
Zimostráz dorůstá výšky až 10 metrů. Listy jsou podlouhle vejčité, dlouhé asi 2 a široké asi 1 cm, krátce zašpičatělé a na zimu neopadávají. Svrchu jsou lesklé, tmavozelené, na rubu žlutozelené. Květy jsou drobné, světle zelené, jednodomé a různopohlavné, rostou v paždí listů. Zimostráz kvete v březnu až dubnu. Plod je třírohá tobolka dozrávající v říjnu až listopadu. Rostlina obsahuje alkaloidy (dříve nazývané souhrnně buxin), po požití způsobuje otravu zvířat i lidí.

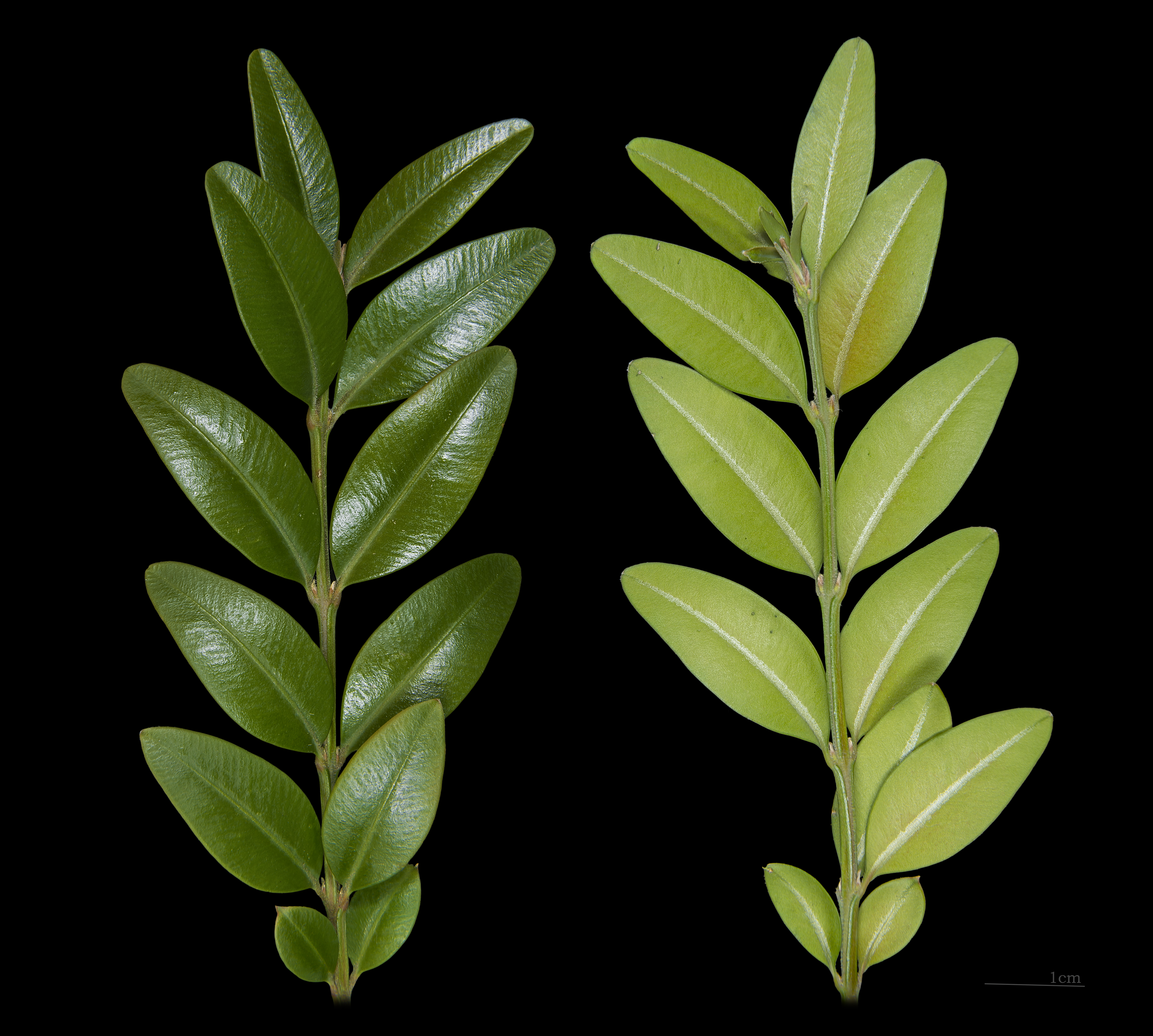
Líc a rub větévky zimostrázu
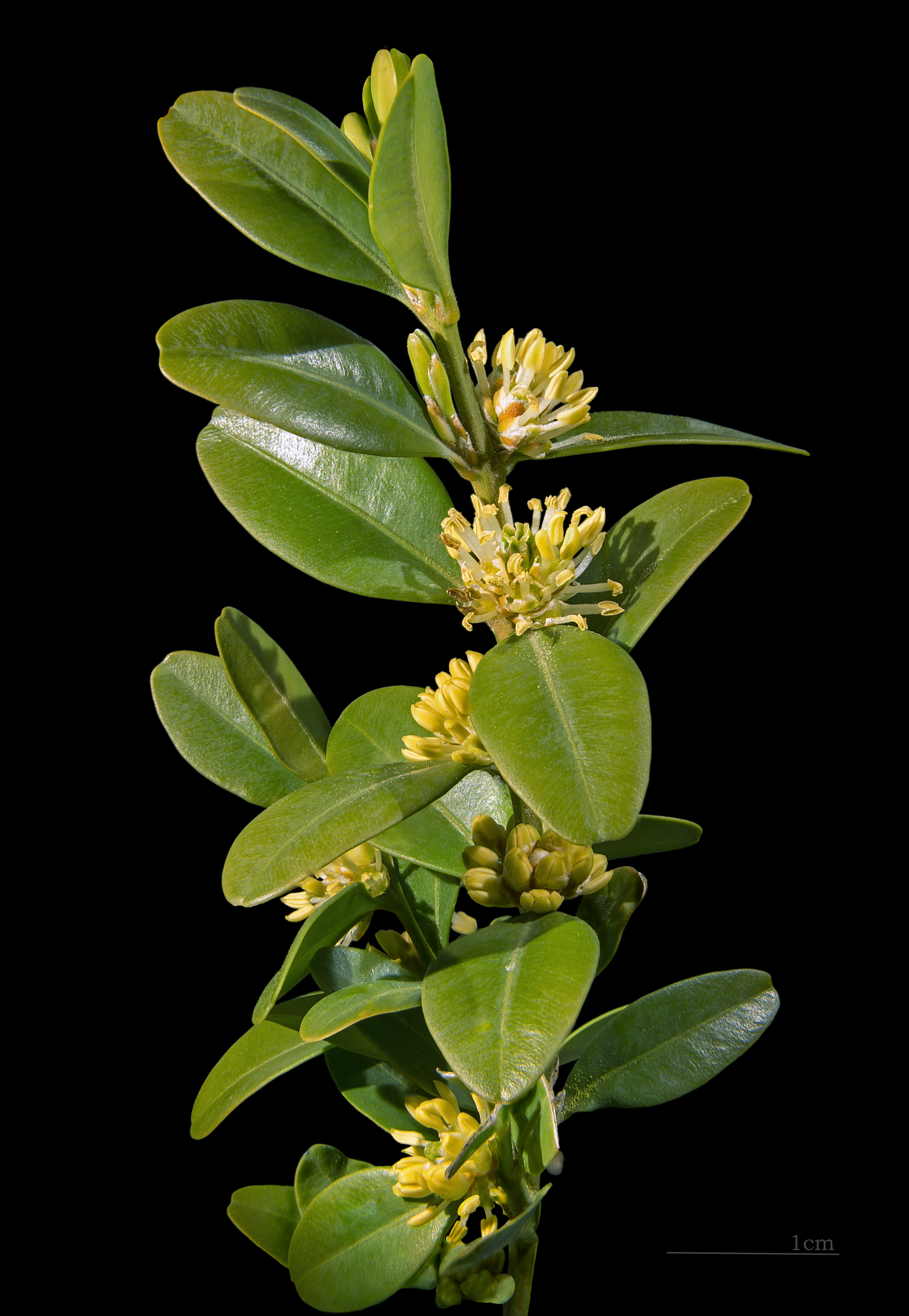
Větévka s květy

## Rozšíření a použití
Zimostráz je rozšířen v okolí Středozemního moře, na sever zasahuje až do Alsaska. Vyskytuje se především na sušších lokalitách s výskytem vápence a v podrostu smíšených lesů. V Česku je dřevinou rozšířenou v parcích; používá se také často na živé ploty a lze jej pěstovat jako bonsaj. Má žluté dřevo, které je nejhustější z evropských stromů, a používá se na dřevoryty a výrobu hudebních nástrojů.

## Pěstování

### Řez
Keře dobře reagují na hlubší řez a znovu raší ze starého dřeva. Zmlazovací řez provádějte koncem jara. Přísně stříhaný živý plot či tvarovaný stromek navíc upravujte od poloviny do konce léta. Staré nebo poškozené keře zimostrázu seřízněte na výšku 15 až 30 cm, aby vyrazily nové bujné výhony. Odstraňujte všechny větve dotýkající se země, protože jinak zakoření. S kořenovým balem je možno po silném seříznutí přesazovat i starší exempláře.

#### Přirozený keř
Zimostráz pěstovaný jako přirozený keř nepotřebuje téměř žádný řez. Jeho výšku regulujte zastřižením nevětvených dlouhých výhonů.

#### Živý plot, tvarovaný stromek
Mladé keře sázejte hlouběji, než rostly ve školce a silně je zastřihněte, aby se rozvětvily a zhoustly. Dospělé keře zastřihujete do přísného tvaru.

### Zazimování
U keřů rostoucích v půdě zazimování není třeba, jen před příchodem zimy keře dobře zavlažíme.
Keře pěstované v květináčích na podzim stačí přenést do vhodné místnosti, kde keřům pravidelně kontrolujeme závlahu. Pro venkovní zazimování v nádobách vyhloubíme jámu, do které uložíme květináč a zakryjeme ho zeminou.

## Choroby a škůdci

### Škůdci
Bejlomorka zimostrázová (Monarthropalpus flavus) klade vajíčka začátkem června do mladých listů na koncích výhonů. Brzy se jejich přítomnost projevuje puchýřkovitě vyklenutými útvary, které poskytují úkryt larvám až do května následujícího roku. Při silném napadení mohou listy opadávat.

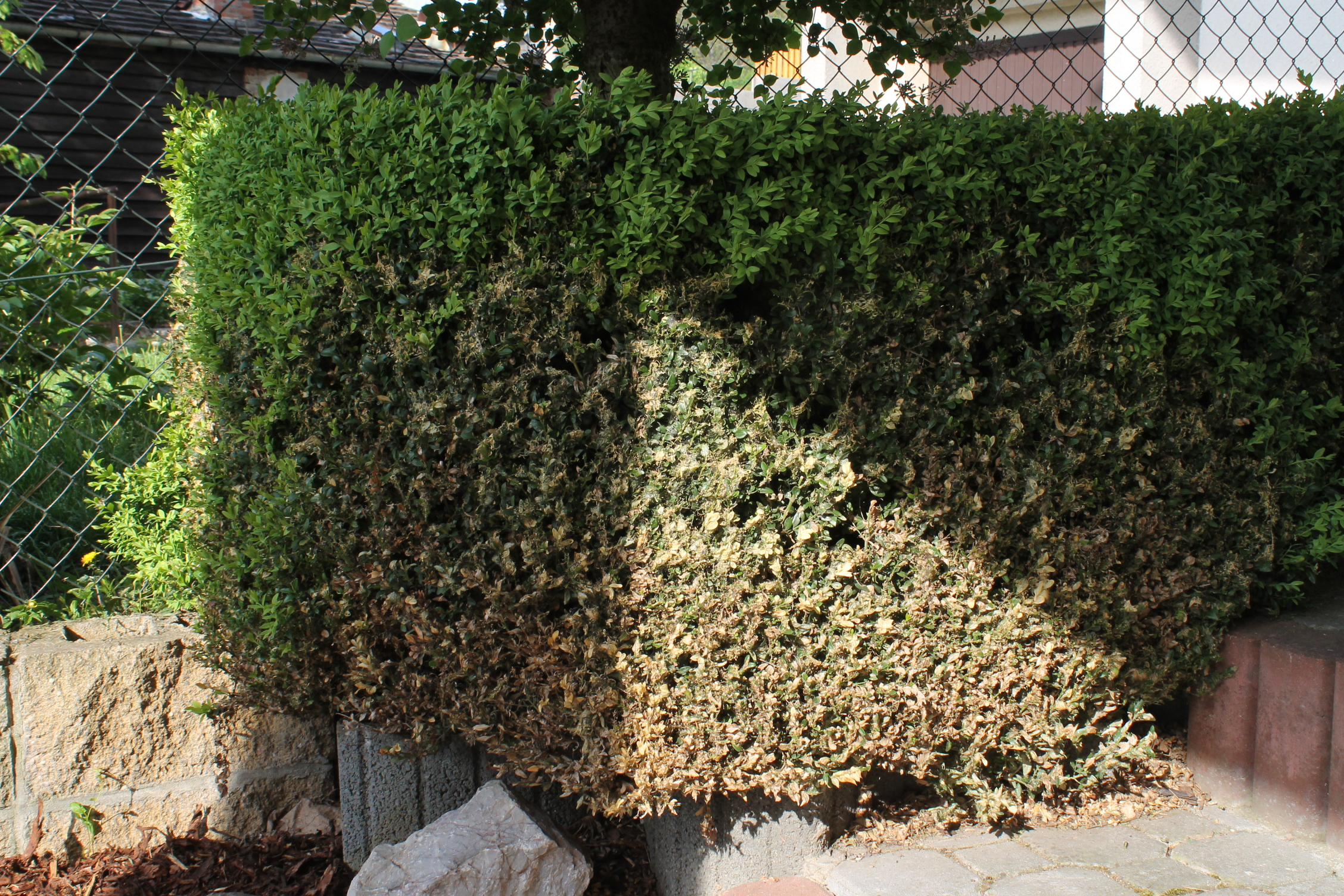
Živý plot ze zimostrázu napadený zavíječem zimostrázovým

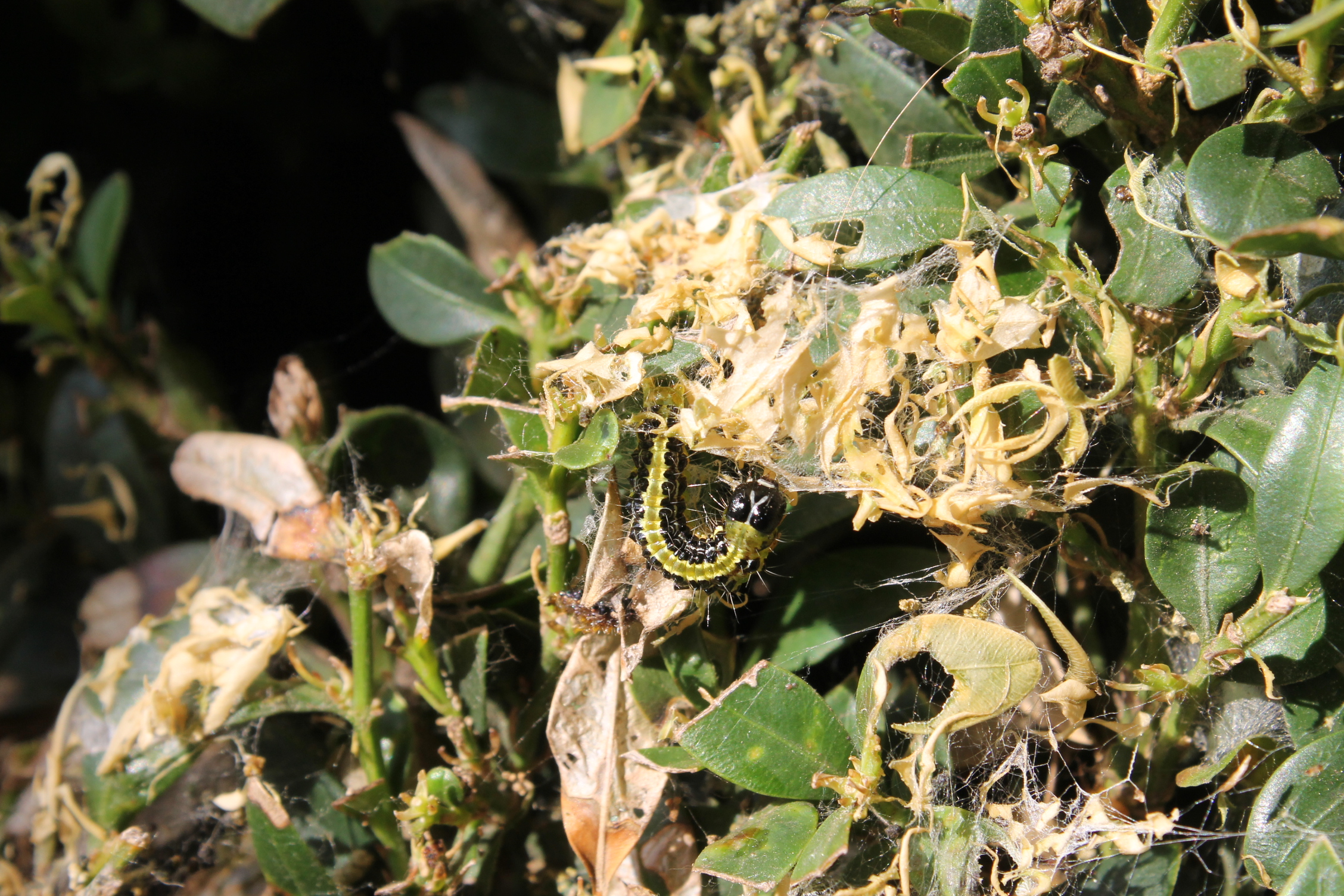
Housenky zavíječe zimostrázového na zimostrázu, Brno Komín 2014

Zavíječ zimostrázový (Cydalima perspectalis) – v Evropě se šíří na začátku 21. století patogen z východní Asie napadající zimostráz a způsobující holožír. Je invazním druhem v Evropě. V ČR byl zaznamenán roku 2011 v Podyjí  v roce 2013 - 2020 v Brně.

### Houbové choroby
- odumírání výhonů zimostrázu – Volutella buxi
- fytoftorová hniloba kořenů – Phytophthora cinnamomi, Phytophthora parasitica (syn. Phytophthora nicotiana)
- rzivost (Puccinia buxi) [6]